# 북망타워
북망타워(영어: Pukmang Tower)는 조선민주주의인민공화국 강원도 원산시에 위치한 마천루이다.

## 높이
1984년 완공 당시 강원도에서 가장 높은 건물이 되었다.

## 갤러리

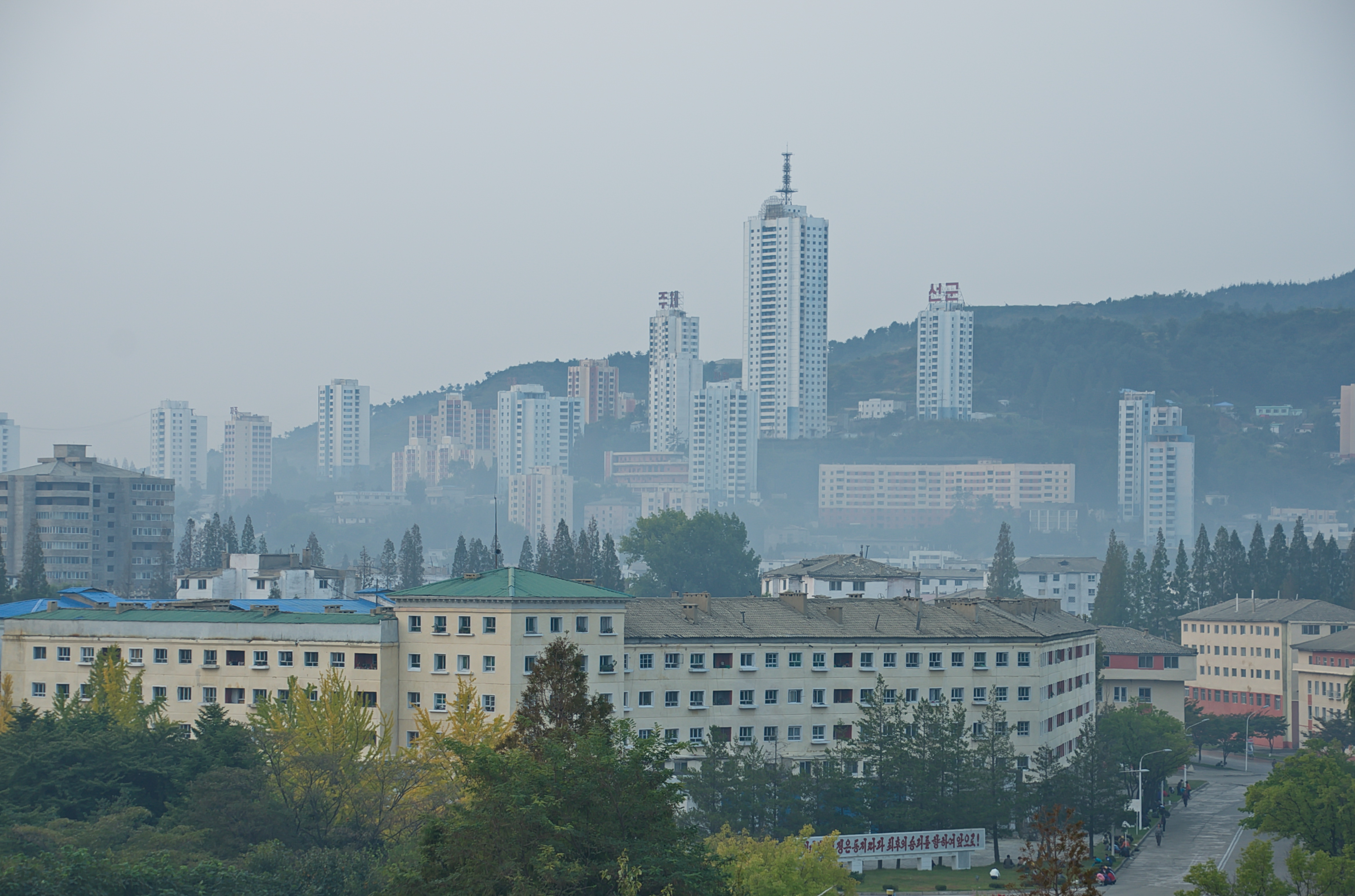
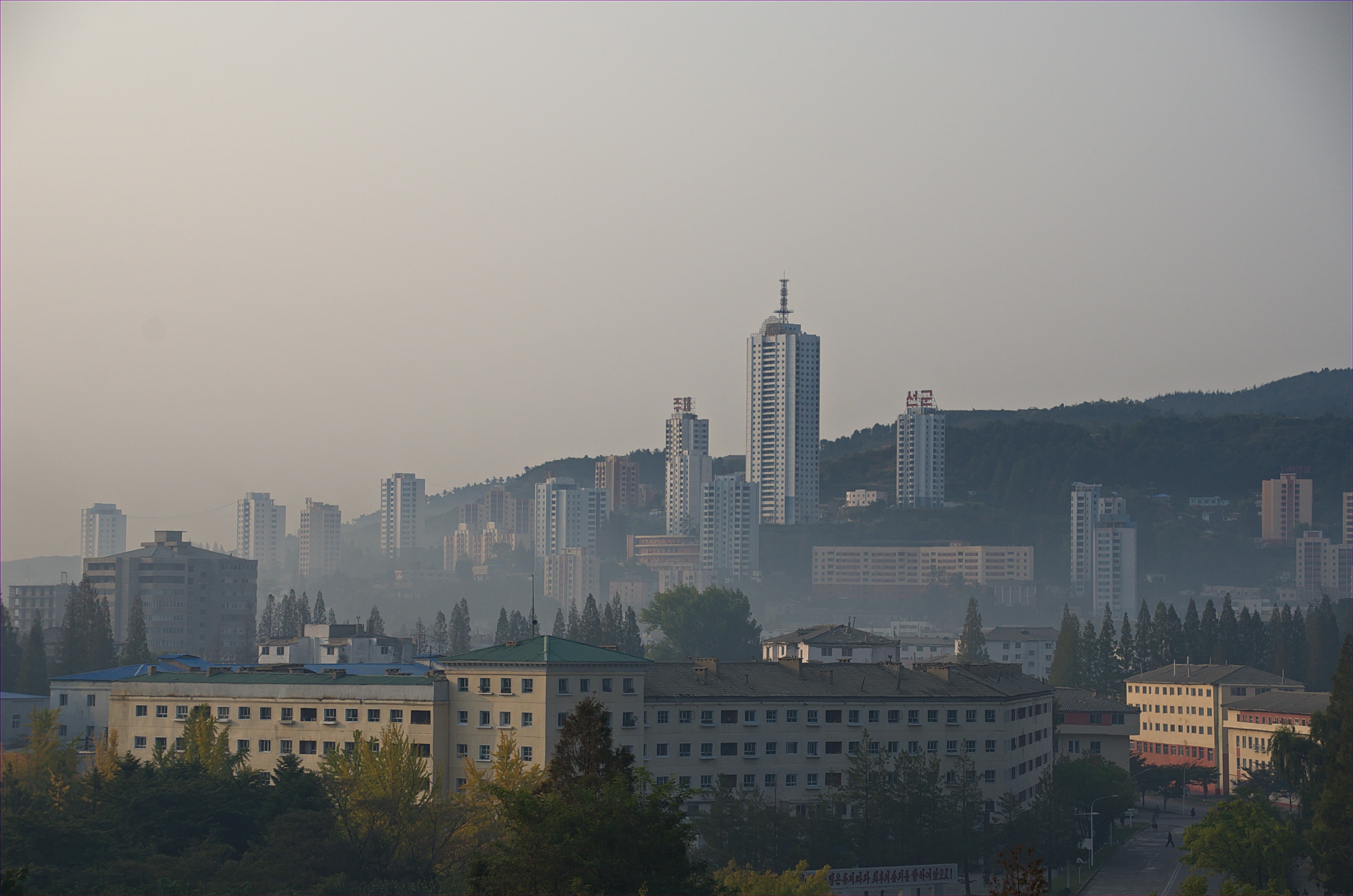
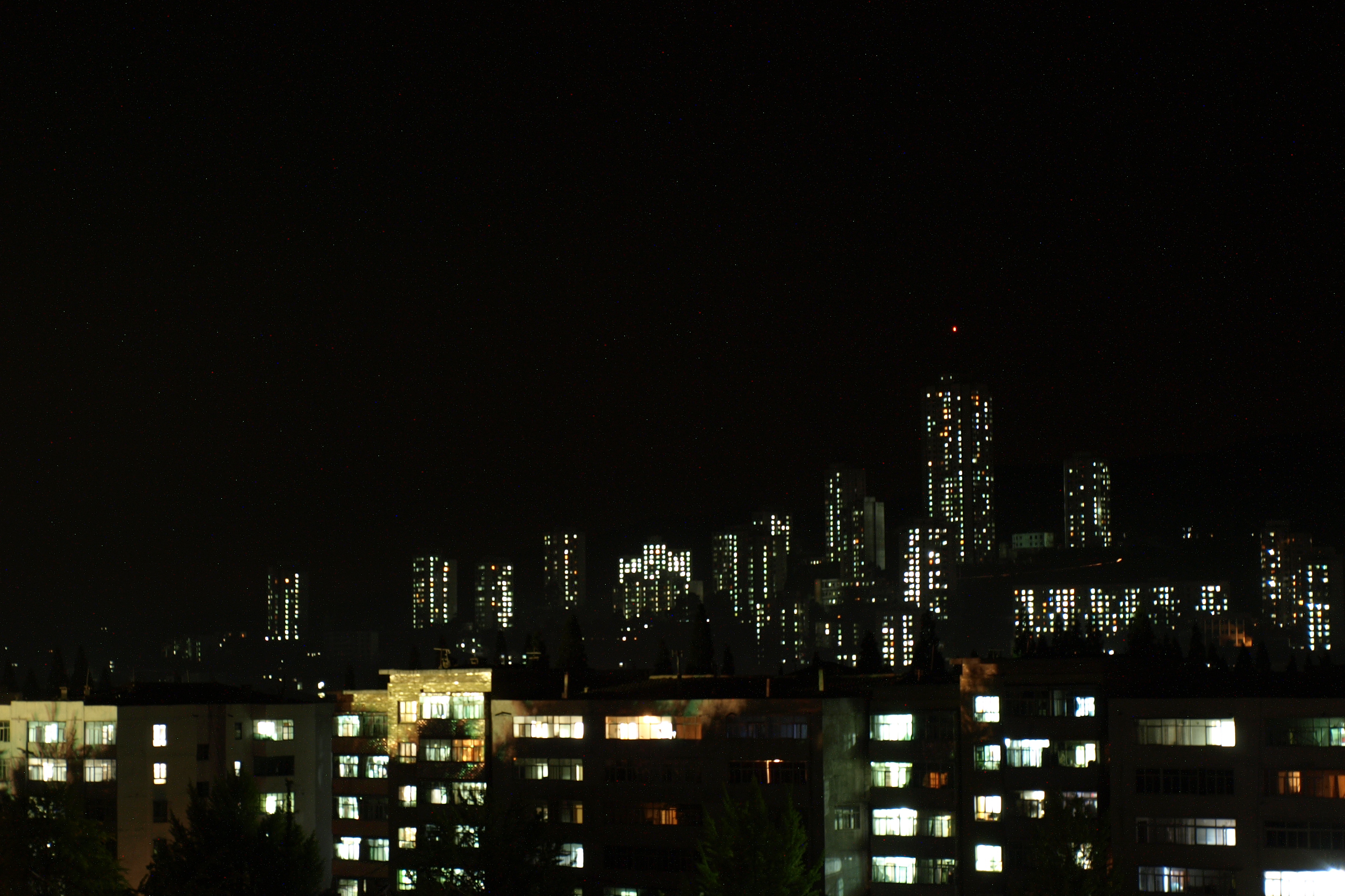

## 같이 보기
- 조선민주주의인민공화국의 마천루 목록